# 白背铁线蕨
白背铁线蕨（学名：Adiantum davidii）也称长刺铁线蕨，为铁线蕨科铁线蕨属下的一个种。它是铁线蕨科铁线蕨属植物，一般植株高20-30厘米；它的根状茎细长，横走，被深褐色、有光泽的卵状披针形鳞片。叶远生；柄长10-20厘米，粗1毫米，深栗色，基部被与根状上相同的鳞片，向上光滑，有光泽；

## 生长环境和分布
白背铁线蕨喜欢生长在溪旁岩石上，海拔1100-3400米。在中国河北、河南、山西、陕西、甘肃、四川和云南均有分布。